# Basile (marchio)
Basile è un marchio di moda nato negli anni 70 in una classica sartoria maschile. In breve tempo si ingrandisce fino a diventare il primo marchio italiano a produrre industrialmente il prêt-à-porter con taglio sartoriale, sia per uomini che per donne.
Il marchio Basile ha contribuito, dal 1970 in poi, in maniera fondamentale a far conoscere al mondo il made in Italy, legato al settore moda.

## La storia
Fondata da Remo Basile, la sartoria omonima nasce già nel 1951.
Nel 1970 le sfilate di Basile suscitano l'interesse della stampa estera. In breve tempo il marchio Basile e la città di Milano vengono portati all'attenzione del mondo fashion internazionale.
Solo negli anni '70 però, quando suo figlio Gianfranco entra a far parte dell'azienda, che il marchio subisce un salto di qualità trasformandosi in un'industria di confezioni che propone, sulla base di una consolidata esperienza sartoriale, un total look dinamico e raffinato che ebbe presto grande successo.
Alla metà degli anni '70 il marchio entra a far parte di un importante gruppo per la produzione e la distribuzione di alcuni marchi esordienti di pret- à-porter, il Gruppo Ftm, capitanato da Aldo Ferrante, Gigi Monti e Gianni Tositti.
Dopo un periodo in sordina, il marchio viene rilanciato anche sul mercato giapponese grazie all'alleanza con la società Mitsui e Kimbun che alla fine degli anni '80 ne suggella il successo a livello internazionale.
Negli anni 80 accresce il successo del marchio Basile e di tutta la moda milanese, riconosciuta nel mondo come esempio di stile e design.
Basile produce in quel periodo i capi d’abbigliamento per le sfilate, presso la sua sede in Viale Lancetti, 28 a Milano.
Negli anni 90 il marchio Basile porta il made in Italy in tutto il mondo. Viene venduto a New York, Toronto, Düsseldorf, Tokyo oltre che nel prestigioso negozio di Milano in Via Montenapoleone 8.
Sfortunatamente però per problemi finanziari, nel 1994 il marchio Basile Donna viene ceduto all'azienda toscana Mabro: quest'ultima specializzata in confezioni maschili, ibernò l'ascesa al successo della griffe congelando in quegli anni le collezioni femminili, fino al 2009, quando il solerte imprenditore Gigi Monti, decide di riacquistare il marchio per rilanciarlo sul mercato grazie a svariati accordi di licenza presi che incorporano dall'abbigliamento alla pelletteria, la pigiameria e perfino profumi.

## La proprietà
Gigi Monti è il presidente di Reality Srl, proprietaria del marchio Basile.

## Sfilate e collezioni
Stilisti noti protagonisti alle sfilate di Basile: Albini, Tarlazzi, Soprani.
Fotografi di rilievo che hanno collaborato per i cataloghi delle collezioni: Irving Penn, Albert Watson, Bob Krieger, Karel Fonteyne.
Modelle famose che hanno posato per Basile: Lauren Hutton, che vestirà anche Basile nel film American Gigolò.